# Bolszaja Rieczka (Buriacja)
Bolszaja Rieczka (ros. Большая Речка) – wieś w Rosji, w Buriacji, w rejonie kabańskim. W 2010 liczyła 494 mieszkańców.